# Fuente de Santa Cruz
Fuente de Santa Cruz ist ein Ort und eine Gemeinde (municipio) mit 99 Einwohnern (Stand: 2024) in der zentralspanischen Provinz Segovia in der Autonomen Region Kastilien-León. 

## Lage und Klima
Fuente de Santa Cruz liegt in der kastilischen Meseta in ca. 820 m Höhe ungefähr 49 Kilometer (Fahrtstrecke) nordwestlich der Provinzhauptstadt Segovia. Das Klima ist gemäßigt bis warm; Regen (ca. 446 mm/Jahr) fällt mit Ausnahme der trockenen Sommermonate übers Jahr verteilt.

## Bevölkerungsentwicklung
| Jahr      | 1970 | 1981 | 1991 | 2001 | 2011 | 2021 |
| Einwohner | 344  | 270  | 231  | 184  | 136  | 109  |

## Sehenswürdigkeiten

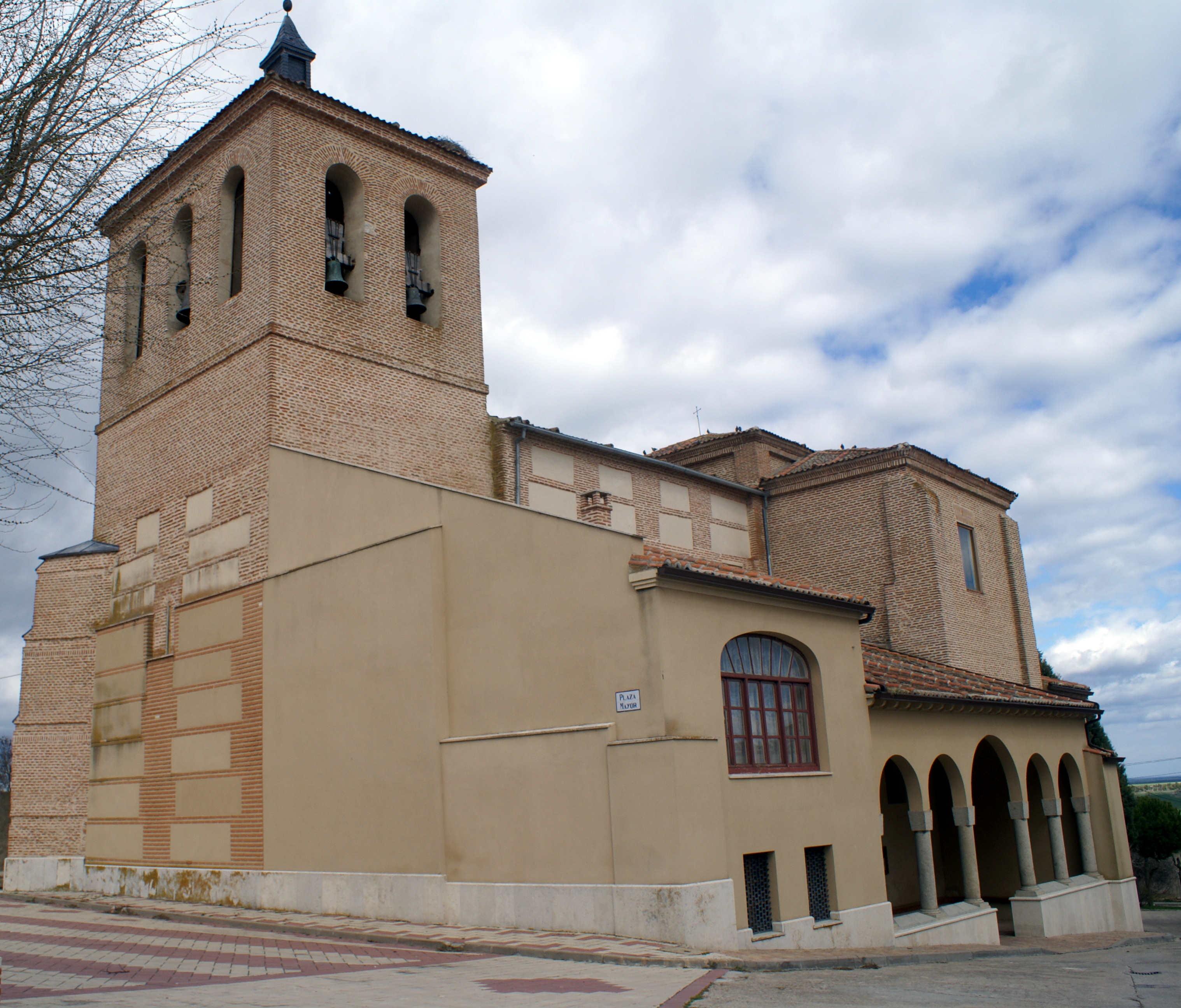
Kreuzkirche

- Kreuzkirche